# 马克·诺尔斯 (曲棍球运动员)
马克·诺尔斯（英語：Mark Knowles，1984年3月10日—），澳大利亚前男子曲棍球运动员。他曾代表澳大利亚国家队参加2004年、2008年、2012年和2016年夏季奥林匹克运动会曲棍球比赛，获得一枚金牌和二枚铜牌。